# Oxira ruptistriga
Oxira ruptistriga är en fjärilsart som beskrevs av Walker 1865. Oxira ruptistriga ingår i släktet Oxira och familjen nattflyn. Inga underarter finns listade i Catalogue of Life.